# جسر السلام (أمريكا الشمالية)
جسر السلام Peace Bridge هو جسر دولي بين كندا والولايات المتحدة الأمريكية. يقع على الطرف الشرقي من بحيرة إيري عند منبع نهر نياغرا، ويبعد حوالي 20 كم عن شلالات نياغرا.
يربط بين مدينتي بوفالو في ولاية نيويورك في الولايات المتحدة وبلدة فورت إيري في كندا. يتم تشغيله وصيانته من قبل هيئة جسر بوفالو وفورت إيري العام.
يبلغ طوله 1768 مترا، واستخدم في بنائه تسعة آلاف طن من الفولاذ و800 ألف طن من المواد الأخرى. سمي جسر السلام إحياء لذكرى مائة عام من السلام بين البلدين.
أشرف على تصميمه المهندس إدوارد لوبفر، وتم افتتاح الجسر في الأول من يونيو 1927.